# Coppa Placci 1999
La Coppa Placci 1999, quarantanovesima edizione della corsa, si svolse il 4 settembre 1999 su un percorso di 200,6 km. La vittoria fu appannaggio dell'italiano Mirko Celestino, che completò il percorso in 4h43'15", precedendo i connazionali Sergio Barbero e Francesco Casagrande.
I corridori che presero il via da Imola furono 137, mentre coloro che tagliarono il traguardo di San Marino furono 57.

## Ordine d'arrivo (Top 10)
| Pos. | Corridore            | Squadra                   | Tempo    |
| ---- | -------------------- | ------------------------- | -------- |
| 1    | Mirko Celestino      | Team Polti                | 4h43'15" |
| 2    | Sergio Barbero       | Mercatone Uno-Bianchi     | s.t.     |
| 3    | Francesco Casagrande | Vini Caldirola-Sidermec   | a 3"     |
| 4    | Massimo Donati       | Vini Caldirola-Sidermec   | a 10"    |
| 5    | Giuliano Figueras    | Mapei-Quick Step          | a 15"    |
| 6    | Gilberto Simoni      | Ballan-Alessio            | s.t.     |
| 7    | Danilo Di Luca       | Cantina Tollo-Alexia All. | s.t.     |
| 8    | Roberto Sgambelluri  | Cantina Tollo-Alexia All. | a 18"    |
| 9    | Marco Velo           | Mercatone Uno-Bianchi     | a 25"    |
| 10   | Felice Puttini       | Amica Chips               | a 28"    |